# Brom
Brom (též bróm, chemická značka Br, latinsky Bromum) je prvek ze skupiny halogenů, za normálních podmínek toxická, červenohnědá kapalina.

## Základní fyzikálně-chemické vlastnosti
Brom je velmi reaktivní prvek, který se ochotně slučuje s většinou prvků periodické soustavy. Byl objeven roku 1826 Antoine-Jérôme Balardem. Nezávisle na něm brom izoloval o rok dříve Carl Jacob Löwig.

## Výskyt a výroba

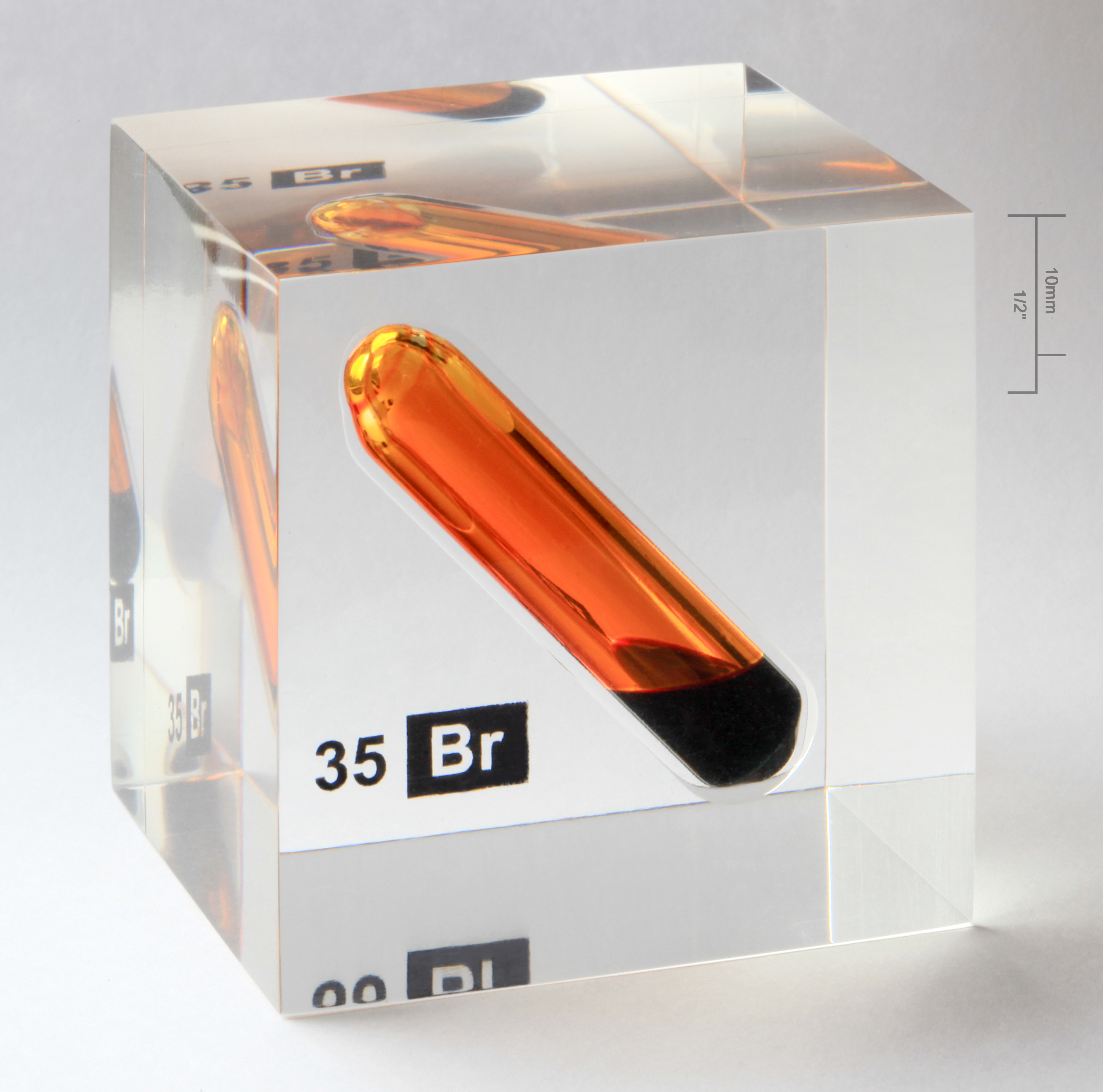
Zatavená ampule bromu pro studijní účely

Na Zemi je brom přítomen pouze ve formě sloučenin, většina z nich je rozpuštěna v mořské vodě a ve vodě některých vnitrozemských jezer (Mrtvé moře, Velké solné jezero). Mineralogicky doprovázejí sloučeniny bromu analogické sloučeniny chloru, ovšem pouze ve velmi nízkých koncentracích.
Relativní zastoupení bromu v zemské kůře i ve vesmíru je velmi nízké. V zemské kůře je brom přítomen v koncentraci 2–3 ppm (mg/kg). V mořské vodě, kde se vyskytuje většina bromu přítomného na Zemi, dosahuje jeho koncentrace průměrné hodnoty 67 mg/l. Předpokládá se, že ve Vesmíru na 1 atom bromu připadá 1 miliarda atomů vodíku.
Brom se průmyslově vyrábí chlorováním mořské vody, popř. solanky (koncentrovaného roztoku mořské soli) při pH kolem 3,5. Vyloučený elementární brom se z vody odstraňuje probubláním proudem vzduchu a následnou kondenzací ochlazením par.

## Sloučeniny a využití
Elementární brom je velmi silné oxidační činidlo. Je značně toxický. Díky poměrně nízkému bodu varu se rychle odpařuje a jeho páry ve vyšších koncentracích mohou způsobit smrt zadušením, i v nižších koncentracích však poškozují pokožku a především oči.
Ve sloučeninách se brom vyskytuje v mocenství Br−, Br+, Br3+, Br5+ a Br7+.
V každém z uvedených mocenství vytváří brom příslušnou kyselinu.
- v mocenství Br− vytváří brom bromovodík HBr, jehož následným rozpuštěním ve vodě vzniká kyselina bromovodíková HBr
- kyselina bromná HBrO odpovídá valenci Br+
- v mocenství Br3+ je známa kyselina bromitá HBrO2
- kyselina bromičná HBrO3 odpovídá valenci Br5+

Praktický význam mají pouze soli některých z uvedených kyselin. Např. nerozpustný bromid stříbrný, AgBr, nachází využití ve fotografickém průmyslu. V První světové válce byl díky jeho iritačním vlastnostem od roku 1915 ojediněle společně s ostatními více běžnými látkami (bromaceton, xylylbromid) testován jako otravný plyn.
Mezi další sloučeniny bromu patří např. bromoform.
Průmyslové se využívají některé bromované sloučeniny jako tzv. zhášeče nebo zpomalovače hoření, jde např. o polybromované difenyletery (PBDE), hexabromcyklododekan (HBCD), polybromované bifenyly (PBB) a bromované bisfenoly (například tetrabrombisfenol A).
Brom obsahují i některé léky, např. bromhexin, ambroxol.